# Vormstrategie
Vormstrategie (Engels: design strategy) is een discipline binnen de grafische vormgeving die zich richt op het ontdekken, behouden en managen van de beeldtaal van een merk, bedrijf of organisatie met als doel om de identiteit ervan te versterken. Als zodanig kan vormstrategie worden gezien als de visuele tak van merkstrategie.

## Doelstelling
Vormstrategie houdt zich met name bezig met het vertalen van de non-verbale aspecten van de bedrijfscultuur, zoals uitstraling, sfeer en mentaliteit, in een beeldtaal (waaronder een beeldmerk en een huisstijl). Vormstrategen geloven dat deze non-verbale boodschap de ‘kernemotie’ van een organisatie (de zogenaamde ‘Why) belichaamt. Hoe beter de vormstrategie wordt uitgevoerd, des te sterker het merk wordt.
In zijn boek The Strategic Designer geeft David Holston de volgende definitie van vormstrategie: "Vormstrategie is het visualiseren van de zakelijke strategie met de intentie om het publiek te beïnvloeden, indrukken en percepties te creëren en prikkels te genereren voor interactie met het merk."

## Werkwijze
Vormstrategie valt uiteen in de volgende stappen:
1. Het ontdekken van de beeldtaal van een bedrijf of organisatie en dit vastleggen in een huisstijl.
2. Het faciliteren van middelen waardoor de huisstijl door alle medewerkers van de organisatie bij elke communicatie uiting kan worden ingezet.
3. Het bewaken van de consistentie van de vormstrategie.
4. Huisstijl life-cycle management: het begeleiden en updaten van de huisstijl aan het tijdsbeeld en veranderende omstandigheden binnen de organisatie.

Punten 2 tot en met 4 worden ook wel design management genoemd.

## Toepassingen
Vormstrategie kan worden ingezet vanuit verschillende behoeftes:
- Identiteitsgedreven: het vastleggen van de corporate identity van een bedrijf in een huisstijl om de doelstellingen van het bedrijf te versterken.
- Marketing/sales gedreven: het aantrekken van nieuwe klanten via een effectievere beeldtaal.
- Financieel gedreven: het besparen van kosten die voortvloeien uit het ontbreken van een duidelijke vormstrategie. Een voorbeeld is de verandering van de huisstijl bij de gemeente Amsterdam in 2014, waardoor door de invoering van één logo kosten bespaard werden.[3]
- Reputatiemanagement: het aanpassen van de huisstijl onder druk van consumenten of de veranderende tijd. Zo gaf McDonald's zijn logo een groene kleur om zijn imago een duurzame impuls te geven.[4]